# Dudley Moulton
Pour les articles homonymes, voir Moulton.
Dudley Moulton est un entomologiste américain, né le 28 décembre 1878 et mort le 5 juillet 1951.
Il obtient son Bachelor of Arts à l’université Stanford en 1903 et son Master of Arts dans cette même institution en 1906. De 1904 à 1906, il est entomologiste pour le comté de Santa Clara, puis travaille, de 1909 à 1915, à la commission d’horticulture de l’État (où il a notamment en charge l’application des mesures de quarantaine en vigueur dans le port de San Francisco). De 1931 à 1933, il est directeur au sein du ministère de l’Agriculture de l’État de Californie.
Il s’intéresse d’abord aux Thysanoptères comme un loisir avant de devenir, peu à peu, un spécialiste de ce groupe.

## Source
- Paul H. Arnaud Jr et Vincent F. Lee (1973), Types of thysanoptera in the collection of the California Academy of Sciences. Occasional Papers of the California Academy of Sciences, 105 : 1-138.